# Perspectives financières
Les perspectives financières sont un mode de gestion des fonds qui définit des plafonds de dépenses et de recettes sur plusieurs années. Le but de ce cadre financier pluriannuel est d'instituer une discipline, une rigueur budgétaire.

## Union européenne

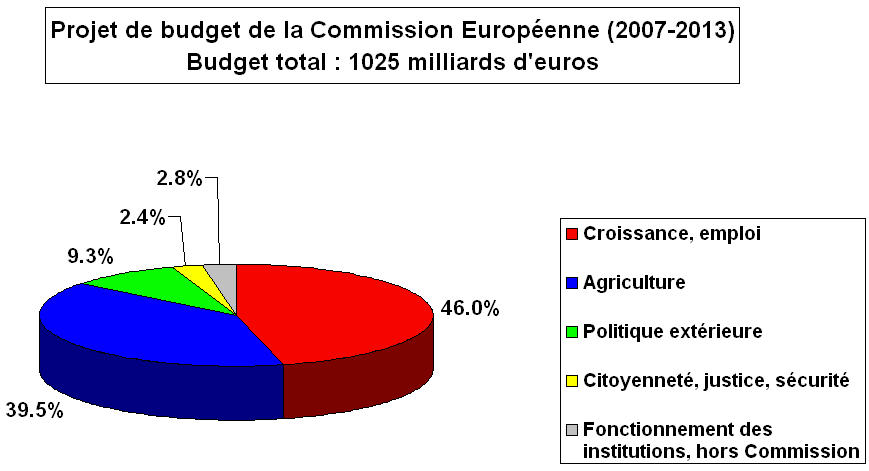
Budget prévisionnel pour 2007-2013, le budget accepté est finalement de 862,3 Mds d'€ soit 1,045% du PIB de l'UE.

Depuis 1988, l'Union européenne inscrit son budget dans un cadre financier pluriannuel. Ce cadre traduit les priorités politiques de la communauté pour une période donnée.